# Kurt Yaeger
Kurt Yaeger (San Francisco, 3 gennaio 1977) è un ciclista di BMX, attore, modello e produttore cinematografico statunitense.

## Biografia
Nato e cresciuto a San Francisco, Yaeger rimane da presto influenzato dalla cultura dei BMXer, guadagnandosi il soprannome di Crowbar. Dopo aver ottenuto gli sponsor necessari, ha partecipato ad una serie di manifestazioni. Proprio durante uno di questi eventi, ha sostenuto un provino per un live tour prodotto da Nickelodeon/Clear Channel Communications basato sul popolare cartone animato Rocket Power - E la sfida continua.... Ma il tour ha breve vita, dopo aver fatto alcune tappe nel Midwest nel primavera del 2002, lo show viene cancellato. Il tour era originariamente programmato per visitare circa 40 città di tutti gli Stati Uniti. Yaeger inizia a farsi un nome nel settore e varie riviste di BMX iniziano a parlare di lui, ma a causa vari infortuni, Yaeger è costretto a rallentare la sua attività. A causa di questi infortuni, Yaeger decide di concentrarsi sulla sua istruzione, torna al college e intraprende un master in idrogeologia. Mentre frequentava il college, Yaeger è stato vittima di un grave incidente motociclistico che gli ha cambiato inesorabilmente la vita.

### L'incidente
Il 30 marzo 2006, Yaeger si trovava in autostrada con la sua motocicletta, quando un'automobile gli ha tagliato la strada. Per evitare di essere travolto, Yaeger si è avvicinato al guardrail urtando con la gamba sinistra un palo della luce, immediatamente è stato sbalzato dalla sua moto facendo un salto nel vuoto di oltre 15 metri d'altezza, atterrando sul cemento del piano sottostante dell'autostrada. Yaeger ha riportato numerose ferite; il legamento crociato anteriore e il legamento collaterale mediale si sono strappati, ha riportato la rottura dalla zona pelvica, oltre che della vescica, il collasso di un polmone, la rottura di sette vertebre e di alcune costole, oltre ad un trauma cranico. Dopo dieci giorni di ricovero, la sua gamba sinistra è stata colpita da un'infezione, costringendo i medici all'amputazione appena sotto il ginocchio.
Dopo un anno di convalescenza, Yaeger si è ristabilito completamente, decidendo di dedicarsi alla sua passione, il cinema.

### Carriera cinematografica
Dopo aver frequentato diversi corsi di recitazione, Yaeger invia una sua foto al sito internet Amputees in Hollywood, e poco dopo viene contattato per partecipare al film La guerra di Charlie Wilson, dove ha un piccolo ruolo. Successivamente prende parte ad alcuni cortometraggi e a produzioni televisive, come la serie TV Senza traccia e le soap opera Beautiful e General Hospital.
Assieme al socio d'affari Josh Gillick, Yaeger fonda la società di produzione ArtistFilm, con cui ha prodotto 9 cortometraggi e un lungometraggio, Sedona's Rule, distribuito dalla Green Apple Entertainment Inc.
Yaeger è coinvolto con varie organizzazioni, come il "Performers With Disabilities", un comitato del Screen Actors Guild che sostiene e promuove attori con disabilità in vari progetti a Hollywood, oltre all'organizzazione no-profit "Wounded Warrior Project" che aiuta soldati reduci in guerra con menomazioni.
Nel 2011 recita nel film L'incredibile storia di Winter il delfino con Ashley Judd e Morgan Freeman. Sempre nel 2011 recita al fianco di Christina Ricci e Tom Berenger in War Flowers e prende parte al film televisivo di Syfy Piranhaconda con Michael Madsen. Nel 2012 partecipa alla quinta stagione di Sons of Anarchy nel ruolo di Greg "The Peg".
Nel 2013 è protagonista del videoclip dei Rudimental Waiting All Night, che ripercorre la sua vicenda. Tutti i personaggi del video sono interpretati da bmx'ers professionisti e amici di Kurt Yaeger.

### Ritorno alle attività agonistiche

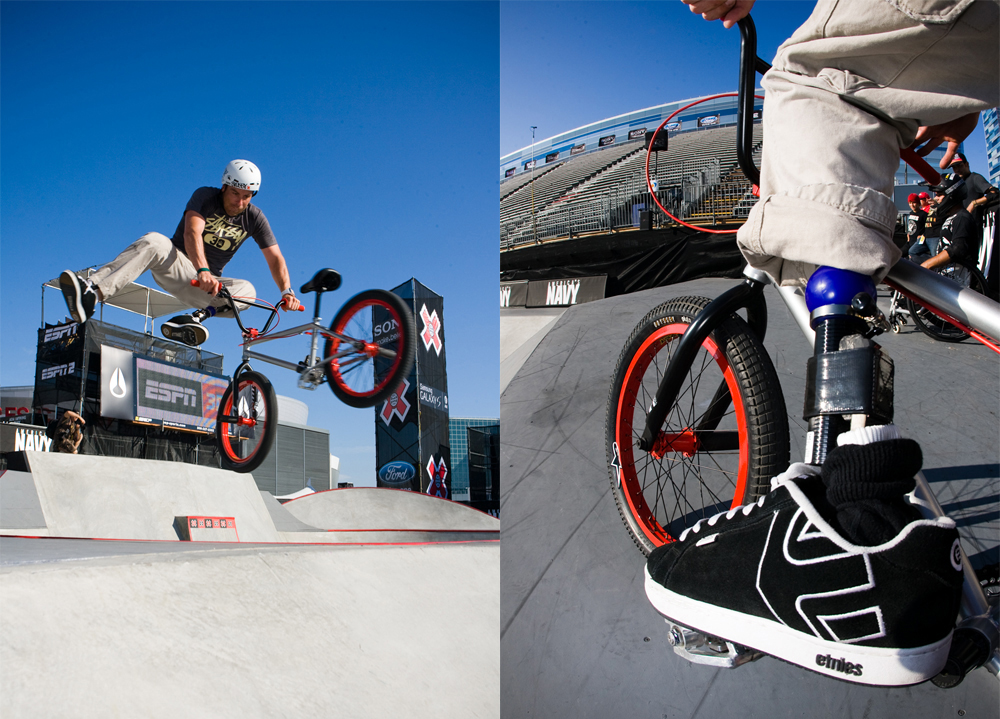
Kurt Yaeger agli X Games 17.

Dopo l'incidente Yaeger è tornato sulla BMX e ha partecipato agli X Games 16 e X Games 17, venendo considerato il numero uno al mondo tra i BMXer disabili. Yaeger è sostenuto, assieme ad altri atleti, dall'Adaptive Action Sports, un'organizzazione no-profit che promuove programmi ed eventi sportivi per persone che vivono con disabilità fisiche permanenti.
Tra gli sponsor di Yaeger figura Etnies, che gli ha fornito delle scarpe speciali e ha sviluppato uno speciale pedale magnetico. Al fine di proteggere il ginocchio dalle pressioni dei ripetuti urti, è stato costruito su un tutore su misura al ginocchio per la sua protesi della gamba. Yaeger è diventato anche uno dei proprietari di ProTonLocks Inc., una società che costruisce pedali magnetici per tutti i tipi di biciclette, BMX, mountain bike e ciclismo su strada, che aiutano lui e ad altri ciclisti amputati a controllare in modo sicuro la propria bicicletta.

## Filmografia parziale

### Cinema
- L'incredibile storia di Winter il delfino (Dolphin Tale), regia di Charles Martin Smith (2011)
- Volano coltelli (Knife Fight), regia di Bill Guttentag (2012)
- Codice 999 (Triple Nine), regia di John Hillcoat (2016)

### Televisione
- Sons of Anarchy – serie TV, 6 episodi (2012)
- NCIS - Unità anticrimine (NCIS) – serie TV, episodio 11x15 (2014)
- Quarry - Pagato per uccidere (Quarry) – serie TV, 4 episodi (2016)
- NCIS: Los Angeles – serie TV, 5 episodi (2016-2017)
- Tell Me a Story – serie TV, 8 episodi (2018-2019)
- L.A.'s Finest – serie TV, 4 episodi (2020)
- Another Life – serie TV, 8 episodi (2021)
- NCIS: Hawai'i – serie TV, episodio 2x18 (2023)
- Will Trent – serie TV, episodio 2x08 (2024)

## Doppiatori italiani
Nelle versioni in italiano delle opere in cui ha recitato, Kurt Yaeger è stato doppiato da:
- Alessio Cigliano in Quarry - Pagato per uccidere, NCIS: Los Angeles, Station 19, Doctor Odyssey
- Bruno Governale in Sons of Anarchy
- Federico Viola in Shameless
- Francesco De Francesco in NCIS - Unità anticrimine
- Alberto Bognanni in NCIS: New Orleans
- Alessandro Budroni in The Good Doctor
- Francesco Sechi in Another Life
- Alberto Angrisano in NCIS: Hawai'i
- Massimo De Ambrosis in Will Trent